# بورتالروبيو دي غواداميخود
بلدية بورتالروبيو دي غواداميخود (بالإسبانية: Portalrubio de Guadamejud)‏، هي إحدى بلديات مقاطعة قونكة إحدى مقاطعات إسبانيا، و التي تقع في منطقة قشتالة لا منتشا وسط البلاد، و المائلة لجهة الشرق من إسبانيا.
يبلغ عدد سكانها 53 نسمة وفقاً لإحصائية سنة (2007).